# Сіфтон
Сіфтон (англ. Sifton) — сільський муніципалітет в Канаді, у провінції Манітоба.

## Населення
За даними перепису 2016 року, сільський муніципалітет нараховував 1256 осіб, показавши зростання на 7,2%, порівняно з 2011-м роком. Середня густина населення становила 1,6 осіб/км².
З офіційних мов обидвома одночасно володіли 50 жителів, тільки англійською — 1 205, а 5 — жодною з них. Усього 45 осіб вважали рідною мовою не одну з офіційних.
Працездатне населення становило 76% усього населення, рівень безробіття — 6,7% (8% серед чоловіків та 3,2% серед жінок). 75,2% осіб були найманими працівниками, а 24,2% — самозайнятими.
Середній дохід на особу становив $43 021 (медіана $33 621), при цьому для чоловіків — $48 124, а для жінок $37 409 (медіани — $42 208 та $27 936 відповідно).
29,7% мешканців мали закінчену шкільну освіту, не мали закінченої шкільної освіти — 21%, 49,2% мали післяшкільну освіту, з яких 27,1% мали диплом бакалавра, або вищий, 10 осіб мали вчений ступінь.
| Статево-вікова структура населення | Статево-вікова структура населення | Статево-вікова структура населення | Статево-вікова структура населення | Статево-вікова структура населення |
| ---------------------------------- | ---------------------------------- | ---------------------------------- | ---------------------------------- | ---------------------------------- |
|                                    |                                    |                                    |                                    |                                    |
| Всього                             | Всього                             | 50,6%49,4%                         |                                    |                                    |
| 0 — 14 років                       | 0 — 14 років                       |                                    | 20%                                | 20%                                |
| 15 — 64 років                      | 15 — 64 років                      |                                    | 60%                                | 60%                                |
| 65 і більше                        | 65 і більше                        |                                    | 20%                                | 20%                                |
| 85 і більше                        | 85 і більше                        |                                    | 1,6%                               | 1,6%                               |
| Середній вік (років)               | Середній вік (років)               | 41,242,2                           | 41,7                               | 41,7                               |
| Медіана (років)                    | Медіана (років)                    | 41,944,2                           | 43,2                               | 43,2                               |
| — чоловіки — жінки                 |                                    |                                    |                                    |                                    |

| Походження мешканців:     | Походження мешканців:     | Походження мешканців: | Походження мешканців: | Походження мешканців: |
| ------------------------- | ------------------------- | --------------------- | --------------------- | --------------------- |
| Походження                |                           |                       | осіб                  | %                     |
| Корінні американці        | Корінні американці        |                       | 155                   | 12.76%                |
| Інше північноамериканське | Інше північноамериканське |                       | 360                   | 29.63%                |
| Європейське               | Європейське               |                       | 970                   | 79.84%                |
| британське                | британське                |                       | 710                   | 58.44%                |
| французьке                | французьке                |                       | 260                   | 21.4%                 |
| українське                | українське                |                       | 85                    | 7%                    |
| Азійське                  | Азійське                  |                       | 45                    | 3.7%                  |

| Зайнятість населення за галузями (за класифікацією NOC): | Зайнятість населення за галузями (за класифікацією NOC): | Зайнятість населення за галузями (за класифікацією NOC): | Зайнятість населення за галузями (за класифікацією NOC): | Зайнятість населення за галузями (за класифікацією NOC): |
| -------------------------------------------------------- | -------------------------------------------------------- | -------------------------------------------------------- | -------------------------------------------------------- | -------------------------------------------------------- |
|                                                          |                                                          |                                                          |                                                          |                                                          |
| Управління                                               | Управління                                               |                                                          | 24,3%                                                    | 24,3%                                                    |
| Бізнес, фінанси та адміністрування                       | Бізнес, фінанси та адміністрування                       |                                                          | 8,8%                                                     | 8,8%                                                     |
| Природничі та прикладні науки                            | Природничі та прикладні науки                            |                                                          | 1,4%                                                     | 1,4%                                                     |
| Охорона здоров'я                                         | Охорона здоров'я                                         |                                                          | 8,1%                                                     | 8,1%                                                     |
| Освіта, правозахист, муніципальні та урядові служби      | Освіта, правозахист, муніципальні та урядові служби      |                                                          | 8,1%                                                     | 8,1%                                                     |
| Мистецтво, культура, відпочинок та спорт                 | Мистецтво, культура, відпочинок та спорт                 |                                                          | 1,4%                                                     | 1,4%                                                     |
| Роздрібна торгівля та послуги                            | Роздрібна торгівля та послуги                            |                                                          | 14,9%                                                    | 14,9%                                                    |
| Гуртова торгівля, транспорт та обладнання                | Гуртова торгівля, транспорт та обладнання                |                                                          | 23%                                                      | 23%                                                      |
| Природні ресурси, сільське господарство                  | Природні ресурси, сільське господарство                  |                                                          | 8,8%                                                     | 8,8%                                                     |
| Виробництво                                              | Виробництво                                              |                                                          | 2%                                                       | 2%                                                       |

## Клімат
Середня річна температура становить 2,7°C, середня максимальна – 23,5°C, а середня мінімальна – -22,3°C. Середня річна кількість опадів – 471 мм.
| Клімат поселення                              | Клімат поселення | Клімат поселення | Клімат поселення | Клімат поселення | Клімат поселення | Клімат поселення | Клімат поселення | Клімат поселення | Клімат поселення | Клімат поселення | Клімат поселення | Клімат поселення | Клімат поселення |
| Показник                                      | Січ.             | Лют.             | Бер.             | Квіт.            | Трав.            | Черв.            | Лип.             | Серп.            | Вер.             | Жовт.            | Лист.            | Груд.            |                  |
| Середній максимум, °C                         | −10,64           | −6,68            | −0,45            | 8,63             | 16,35            | 22,12            | 23,52            | 22,69            | 16,78            | 10,04            | 0,11             | −8,39            |                  |
| Середня температура, °C                       | −16,46           | −12,5            | −6,26            | 2,83             | 10,54            | 16,30            | 19,00            | 18,16            | 12,25            | 5,50             | −4,4             | −12,93           |                  |
| Середній мінімум, °C                          | −22,26           | −18,3            | −12,08           | −2,98            | 4,73             | 10,48            | 14,47            | 13,63            | 7,72             | 0,99             | −8,94            | −17,46           |                  |
| Норма опадів, мм                              | 22               | 17               | 25               | 26               | 58               | 76               | 72               | 58               | 41               | 31               | 22               | 23               |                  |
| Середньомісячна швидкість вітру, м/с          | 4.20             | 4.20             | 4.30             | 4.50             | 4.70             | 4.10             | 3.60             | 3.70             | 4.00             | 4.30             | 4.20             | 4.14             |                  |
| Середньомісячна сонячна радіація, кДж/м²·день | 4078             | 7406             | 12683            | 17117            | 20378            | 21614            | 22358            | 19004            | 13334            | 8114             | 4350             | 3250             |                  |
| --------------------------------------------- | ---------------- | ---------------- | ---------------- | ---------------- | ---------------- | ---------------- | ---------------- | ---------------- | ---------------- | ---------------- | ---------------- | ---------------- | ---------------- |
| Джерело:                                      |                  |                  |                  |                  |                  |                  |                  |                  |                  |                  |                  |                  |                  |